# Banca francesa
A Banca francesa é um jogo de fortuna ou azar, jogado nos casinos portugueses, onde o objetivo é prever o resultado do lançamento de três dados lançados por um croupier.

## Regras
Os jogadores apostam no total das pintas dos dados, tendo três opções ("chances"):
- Grande: em que o total dos três dados é de 14, 15 ou 16
- Pequeno: em em que o total dos três dados é de 5, 6 ou 7
- Ases: em que o total dos três dados é de 3.

As apostas no Grande e no Pequeno pagam 1 para 1, enquanto a aposta nos Ases paga 61 para 1.

## Procedimentos
Uma mesa de Banca francesa tem um formato de semicírculo, à volta do qual se juntam os jogadores (que podem estar sentados ou de pé).
As apostas no Grande são feitas na parte interior da mesa e as do Pequeno no exterior. Os jogadores podem também apostar fichas em cima dos riscos que delimitam as áreas de aposta, sendo que as fichas assim apostadas jogam apenas metade do seu valor (por exemplo, um jogador que ponha uma ficha de €20 no risco que delimita o Grande, está a apostar apenas €10 no Grande).
O jogador que queira apostar nos Ases entrega a sua aposta ao fiscal que tem um espaço próprio para essas apostas em frente dele.
Os dois croupiers e o fiscal sentam-se ao fundo da mesa, da seguinte forma: o pagador, que recolhe as apostas perdedoras e paga as vencedoras, senta-se à direita; o croupier que lança os dados (conhecido na gíria como "cavalinho") ao centro; e o fiscal à esquerda. O cavalinho coloca os dados dentro de um copo de couro e fá-los rolar por um tubo, também de couro (conhecido como a córnea), para a arena (uma área delimitada por um "chouriço" de pano enchido com material flexível, dentro da qual os dados deverão cair). Se o total dos dados não for nenhum dos que decide as apostas, ele voltará a recolhê-los e a lançá-los até sair um desses totais, sendo que os jogadores são livres de alterar as suas apostas. É frequente a visão dos apostadores a lançarem mais fichas para o pano ou a recolherem-nas pois normalmente são necessários vários lançamentos para decidir a jogada.
Uma vez que saia um dos totais correspondente às chances, o cavalinho anunciará a chance vencedora e o pagador recolherá com uma raquete as fichas perdedoras e pagará as apostas ganhadoras lançando fichas pelo ar para que aterrem junto a essas mesmas apostas. No caso dos Ases, o pagamento é diferente, sendo que as fichas são estendidas sobre a mesa (em "fita") e, em seguida, empurradas para os jogadores vencedores.
Se o cavalinho rolar um total correspondente a uma chance, mas tocar nos dados antes de a anunciar, a chance vencedora terá de ser paga, não perdendo nenhuma das outras apostas (o "abafo").